# Vaccinium phillyreoides
Vaccinium phillyreoides är en ljungväxtart som beskrevs av Herman Otto Sleumer. Vaccinium phillyreoides ingår i Blåbärssläktet, och familjen ljungväxter. Inga underarter finns listade i Catalogue of Life.